# Op afbetaling (film)
Op afbetaling is een Nederlandse televisiefilm uit 1993 van Frans Weisz. De film is gebaseerd op de roman Op afbetaling van Simon Vestdijk. De film heeft als internationale titel The Betrayed. Op het Internationaal filmfestival van Berlijn werd Frans Weisz hiervoor genomineerd voor beste regisseur.

## Rolverdeling
| Acteur                   | Personage      |
| ------------------------ | -------------- |
| Gijs Scholten van Aschat | Henk Grond     |
| Renée Soutendijk         | Olga Grond     |
| Coen Flink               | Grewestein     |
| Annet Malherbe           | Mien           |
| Willem Nijholt           | Krynie Woudema |
| Adriaan Adriaanse        | Florist        |
| Belou Den Tex            | Fried Folters  |
| Frans de Wit             | Gorilla        |
| Marieke Heebink          | Alie           |
| Damien Hope              | Charly         |
| Ferry Kaljee             | Knockouter     |
| Mark Rietman             | Surgeon        |
| Gerardjan Rijnders       | Psychiatrist   |
| Johan Simons             | Detective 1    |
| Wouter Steenbergen       | Sjel van Relte |
| Jack Wouterse            | Pees           |